# Сельское поселение Савруха
Сельское поселение Савруха — муниципальное образование в Похвистневском районе Самарской области.
Административный центр — село Савруха.

## Административное устройство
В состав сельского поселения Савруха входят:
- село Александровка,
- село Савруха,
- село Северный Ключ,
- посёлок Антоновка,
- посёлок Берёзовка,
- посёлок Васильевка,
- посёлок Вязовка,
- посёлок Дмитриевка.